# Rio Cargill Creek
O Rio Cargill Creek é um rio das Bahamas, na Ilha Andros.